# دژ بومارسوند

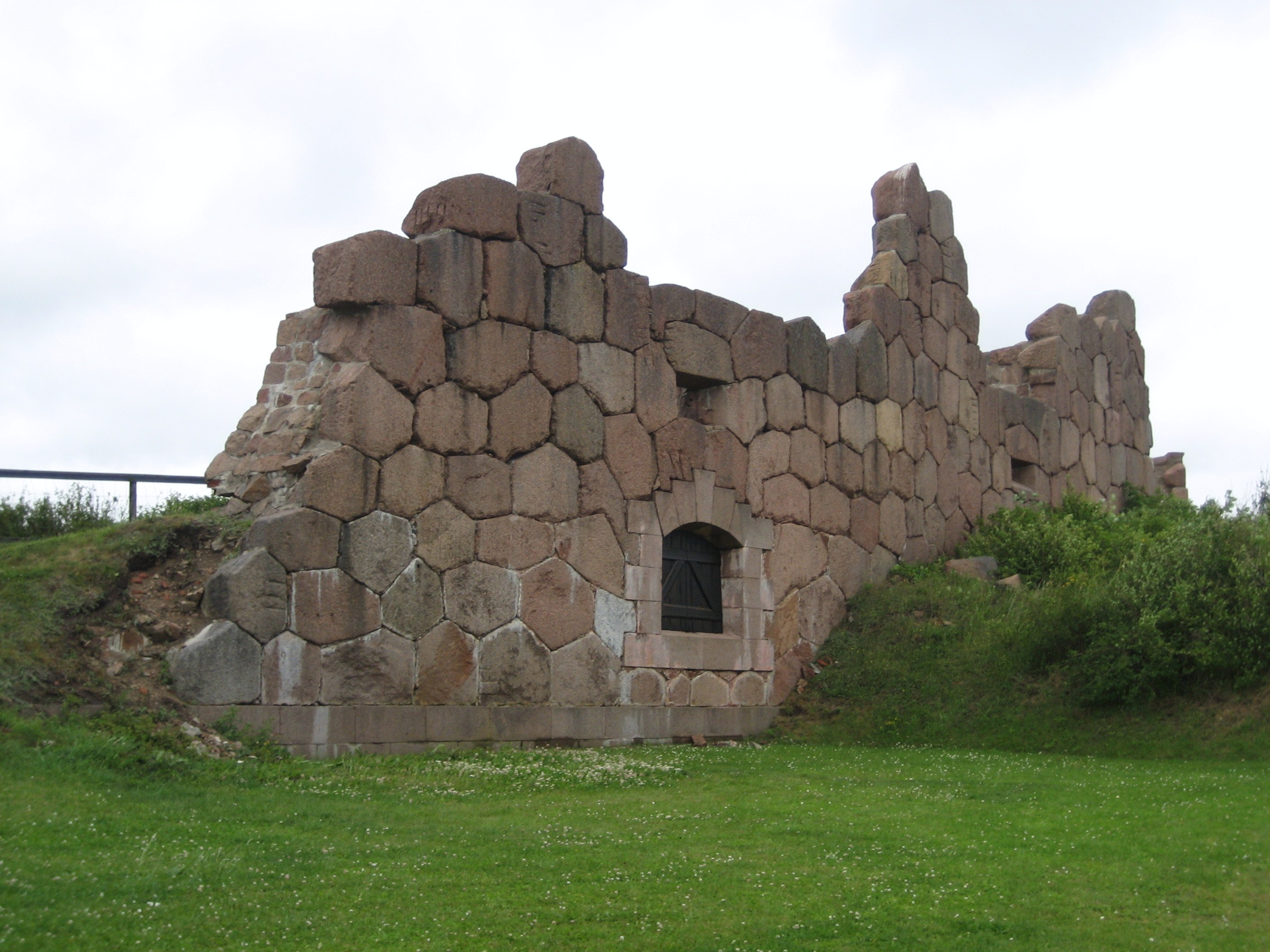
بخشی از خرابه‌های دژ

دژ بومارسوند (به انگلیسی: Battle of Bomarsund) بومارسوند یک قلعه قرن نوزدهمی بود که در سال ۱۸۳۲ توسط روسیه در سوند، جزایر الند، در دریای بالتیک ساخته شد.

## پیشینه ساخت و نبرد
دژ بومارسوند هرگز تکمیل نشد و تنها دو برج از دوازده برج برنامه‌ریزی شده ایجاد گردید. هنگامی که جنگ شروع شد، قلعه به ویژه در برابر نیروهایی که از زمین حمله می‌کردند آسیب‌پذیر بود. طراحان قلعه همچنین تصور می‌کردند که گذرگاه‌های دریایی باریک نزدیک قلعه برای کشتی‌های بزرگ قابل عبور نخواهد بود. در حالی که این فرض در روزگار کشتی‌های بادبانی درست بود، کشتی‌های بخار می‌توانستند به بخش‌هایی از قلعه که ضعیف دفاع می‌شدند برسند.
نبرد بومارسوند در اوت ۱۸۵۴، در طول جنگ آلاند، بخشی از جنگ کریمه، زمانی که یک نیروی اعزامی انگلیسی-فرانسوی به یک قلعه روسیه حمله کرد، رخ داد. این تنها اقدام مهم جنگ بود که در بومارسوند در دریای بالتیک رخ داد. پس از تسلیم، نیروهای فرانسوی و انگلیسی قلعه را ویران کردند. مهندسان بریتانیایی تا اواسط سپتامبر در آنجا باقی ماندند تا اطمینان حاصل کنند که نمی‌توان آن را به راحتی بازسازی کرد. در معاهده ۱۸۵۶ پاریس، کل جزایر آلاند غیرنظامی شد، وضعیتی که تا به امروز باقی مانده‌است. هم اکنون پل بومارسوند این قلعه را به پِرِستو، متصل می‌کند.